# Omophron labiatus
Omophron labiatus  (лат.) — вид жужелиц.

## Распространение
Распространён в США.

## Описание
Жук длиной до 5,5 мм. Тело в форме почти правильного круга. Ноги и усики жёлтые. Переднеспинка и надкрылья чёрные, с жёлтой каймой.